# Herona marathon
Herona marathon är en fjärilsart som beskrevs av Hans Fruhstorfer 1906. Herona marathon ingår i släktet Herona och familjen praktfjärilar. Inga underarter finns listade i Catalogue of Life.